# Acomys cineraceus
Acomys cineraceus је врста глодара из породице мишева (Muridae).

## Распрострањење
Ареал врсте покрива средњи број држава. Врста је присутна у следећим државама: Судан, Етиопија, Кенија и Уганда. Присуство у Џибутију је непотврђено.

## Станиште
Станишта врсте су полупустиње и пустиње.

## Угроженост
Ова врста је наведена као последња брига, јер има широко распрострањење и честа је врста.